# كلاتة شور (إسفراين)
كلاتة شور (بالفارسية: کلاته شور) هي قرية تقع في قسم زرق‌آباد الريفي (مقاطعة إسفراين) في إيران. يقدر عدد سكانها بـ 119 نسمة بحسب إحصاء 2016.